# Rugby a 7 ai Giochi panamericani
Il rugby a 7 ha debuttato ai Giochi panamericani nel 2011, durante l'edizione disputata a Guadalajara. L'annuncio relativo all'inserimento di questa disciplina all'interno del programma dei giochi è stato ufficializzato l'11 luglio 2007. A partire dal 2015, in occasione dei XVII Giochi panamericani di Toronto, è stato inserito nel programma anche il torneo femminile.

## Edizioni

### Torneo maschile
| Anno          | Paese ospitante   |           | Medaglie  | Medaglie    | Medaglie | Medaglie |
| Anno          | Paese ospitante   | Oro       | Argento   | Bronzo      | Bronzo   |          |
| 2011 Dettagli | Guadalajara       | Canada    | Argentina | Stati Uniti |          |          |
| 2015 Dettagli | Toronto           | Canada    | Argentina | Stati Uniti |          |          |
| 2019 Dettagli | Lima              | Argentina | Canada    | Stati Uniti |          |          |
| 2023 Dettagli | Santiago del Cile | Argentina | Cile      | Canada      |          |          |

### Torneo femminile
| Anno          | Paese ospitante   |             | Medaglie    | Medaglie | Medaglie | Medaglie |
| Anno          | Paese ospitante   | Oro         | Argento     | Bronzo   | Bronzo   |          |
| 2015 Dettagli | Toronto           | Canada      | Stati Uniti | Brasile  |          |          |
| 2019 Dettagli | Lima              | Canada      | Stati Uniti | Colombia |          |          |
| 2023 Dettagli | Santiago del Cile | Stati Uniti | Canada      | Brasile  |          |          |

## Medagliere

### Medagliere maschile
| Pos.   | Nazione     | Oro | Argento | Bronzo | Totale |
| ------ | ----------- | --- | ------- | ------ | ------ |
| 1      | Argentina   | 2   | 2       | 0      | 4      |
| 2      | Canada      | 2   | 1       | 1      | 4      |
| 3      | Cile        | 0   | 1       | 0      | 1      |
| 2      | Stati Uniti | 0   | 0       | 3      | 3      |
| Totale | Totale      | 4   | 4       | 4      | 12     |

### Medagliere femminile
| Pos.   | Nazione     | Oro | Argento | Bronzo | Totale |
| ------ | ----------- | --- | ------- | ------ | ------ |
| 1      | Canada      | 2   | 1       | 0      | 3      |
| 2      | Stati Uniti | 1   | 2       | 0      | 3      |
| 3      | Brasile     | 0   | 0       | 2      | 1      |
| 4      | Colombia    | 0   | 0       | 1      | 1      |
| Totale | Totale      | 3   | 3       | 3      | 9      |